# Dalton Tagelagi
Dalton Emani Tagelagi, né le 5 juin 1968,, est un homme politique et athlète amateur niuéen, Premier ministre de Niue depuis le 11 juin 2020.

## Biographie

### Carrière politique
Fils de Sam Tagelagi, premier président de l'Assemblée de Niué de 1972 à 1996,, Dalton Tagelagi effectue une partie de son enseignement secondaire à l'école Penrose à Auckland, en Nouvelle-Zélande. Il est élu pour la première fois député à l'Assemblée de Niué lors des élections de 2008, représentant la circonscription d'Alofi-sud. Réélu en 2011 puis en 2014, il est nommé ministre des Infrastructures en 2014 par le Premier ministre Sir Toke Talagi,. L'exécutif de ce micro-État ne devant pas se composer de plus de quatre ministres, il se voit également attribuer la responsabilité ministérielle pour les télécommunications, la production énergétique, les médias et l'aviation civile,. En 2015 il lance un plan décennal de transition énergétique visant à ce que le pays passe de 14 % à 80 % d'utilisation d'énergies renouvelables à l'horizon 2025, grâce notamment au développement des infrastructures de captation de l'énergie solaire,.
Réélu dans sa circonscription aux élections de 2017, il est nommé ministre des Ressources naturelles, avec la responsabilité ministérielle également pour l'agriculture, les ressources forestières et les pêcheries, l'environnement et les services météorologiques. Le Premier ministre Toke Talagi souffrant de problèmes de santé récurrents à partir de 2016, Dalton Tagelagi exerce la direction du gouvernement par intérim à plusieurs reprises, ; c'est ainsi lui qui reçoit l'ambassadeur de Chine Wang Lutong en août 2017, et qui reçoit l'accréditation du haut commissaire de Nouvelle-Zélande, Kirk Yates, en mai 2018. En 2019, en tant que ministre de l'Environnement, il représente Niué à la Conférence de Madrid sur les changements climatiques (COP25),.
Réélu une nouvelle fois député de sa circonscription d'Alofi-sud aux élections de 2020, il brigue la direction du gouvernement, Toke Talagi ayant perdu son siège et député. L'Assemblée l'élit Premier ministre avec treize voix contre sept pour la candidate de l'opposition O'love Jacobsen. Le gouvernement de Niue devant être composé du Premier ministre et de trois autres députés, il nomme à son cabinet Crossley Tatui, chargé des finances, de l'économie et du commerce, Mona Ainu’u, chargée de la gestion des ressources naturelles, et Sauni Tongatule, chargé des services publics,.
Son gouvernement ratifie en juillet 2020 l'accord PACER Plus, accord de libre échange entre les États du Forum des Îles du Pacifique, donc entre les petits États insulaires en développement du Pacifique et l'Australie et la Nouvelle-Zélande. Le gouvernement niuéen espère ainsi faciliter les exportations du pays. Dalton Tagelagi et son ministre de la Santé Sauni Tongatule organisent par ailleurs avec succès la vaccination de la quasi-totalité de la population de Niue en prévention de la pandémie de Covid-19. 
Le poste honorifique de chancelier de l'université du Pacifique Sud tournant entre les chefs d'État et de gouvernement des États océaniens auxquels l'université est rattachée, Dalton Tagelagi, en tant que Premier ministre de Niue, exerce cette fonction de juillet 2021 à juin 2022, à la suite du président de Nauru, Lionel Aingimea, et avant le chef d'État des Samoa, Tuimalealiifano Va'aletoa Sualauvi II,.
Il est largement réélu Premier ministre après les élections législatives de 2023, et nomme le premier gouvernement paritaire de l'histoire du pays le 12 mai, avec deux femmes parmi les quatre ministres et deux femmes également parmi les quatre ministres adjoints.
Le titre officiel du chef du gouvernement est initialement Premier, qui désigne historiquement le chef de gouvernement d'un État ou territoire non-indépendant ; les chefs de gouvernement des États et territoires de l'Australie, par exemple, sont ainsi des Premiers, tandis que le chef du gouvernement fédéral australien est un Prime Minister. La souveraineté de Niue ayant évolué depuis 1974, Dalton Tagelagi initie en août 2024 un référendum pour changer ce titre. Les citoyens niuéens approuvent le changement du titre de Premier en Prime Minister, effectif à partir du 5 septembre 2024, mais rejettent les propositions de Dalton Tagelagi d'augmenter le nombre de ministres dans le gouvernement et d'allonger à quatre ans au lieu de trois la durée d'une législature.

### Carrière sportive
Membre de l'unique club de boulingrin du pays, il a notamment été sélectionné pour la délégation niuéenne aux Jeux du Commonwealth de 2014 en Écosse, de 2018 en Australie et de 2022 en Angleterre. Aux Jeux de 2014, il perd tous ses matchs, à la fois en individuel et à l'épreuve masculine en équipe de deux, malgré un résultat honorable (18-21) en individuel face au Gallois Rob Weale,. Aux Jeux de 2018, il perd à nouveau tous ses matchs en individuel, et quatre de ses cinq matchs en duo, mais son coéquipier Mark Blumsky et lui battent le duo samoan 18-17.
Il participe également aux Jeux du Pacifique de 2015 en Papouasie-Nouvelle-Guinée et de 2019 aux Samoa. Aux Jeux de 2015, il perd quatre de ses cinq matchs en individuel, dont une courte défaite 20-21 face à un représentant des îles Cook, et remporte un match 21-11 face à un représentant tongien. L'équipe masculine niuéenne perd également ses matches à deux, à trois et à quatre. Aux Jeux de 2019 toutefois, après une défaite face aux Fidjiens en demi-finale, Dalton Tagelagi et ses coéquipiers Mark Blumsky et Norma Mitimeti battent l'équipe tongienne en petite finale de l'épreuve masculine à trois et remportent la médaille de bronze. Avec leurs compatriotes féminines -championnes à trois et médaillées d'argent à quatre- ils sont accueillis avec les honneurs à leur retour à Niué.
Alors Premier ministre de Niué, il prend part aux épreuves de boulingrin aux Jeux du Commonwealth de 2022 à Birmingham. Il est le premier chef de gouvernement en exercice à prendre part à une compétition « mondiale multi-sport », le Premier ministre des Samoa Tuilaepa Sailele Malielegaoi ayant pris part au tir à l'arc aux Jeux du Pacifique de 2019. Faisant équipe avec son fils Tukala qui, âgé de 14 ans, est le plus jeune athlète à ces Jeux, il participe à l'épreuve masculine en équipe de deux (battu 14-23 par la Nouvelle-Zélande, 9-27 par Jersey, 10-23 par l'Écosse et 9-20 par le Canada). À l'épreuve masculine en équipe de quatre (sans son fils), il est battu 8-18 par l'Australie, 7-21 par l'Irlande du Nord et 4-18 par le Canada,,,.